# Microspirobolus pulchellus
Microspirobolus pulchellus är en mångfotingart som beskrevs av Filippo Silvestri 1898. Microspirobolus pulchellus ingår i släktet Microspirobolus och familjen slitsdubbelfotingar. Inga underarter finns listade i Catalogue of Life.